# Jardim Guarujá
Jardim Guarujá é um bairro da cidade de São Paulo, no Brasil, localizado no distrito do Jardim São Luis, e vizinho ao bairro do Jardim Ângela. É administrado pela subprefeitura do M'Boi Mirim.
No bairro está localizada a Cooperifa, famoso sarau literário da cidade.